# TTL 7441

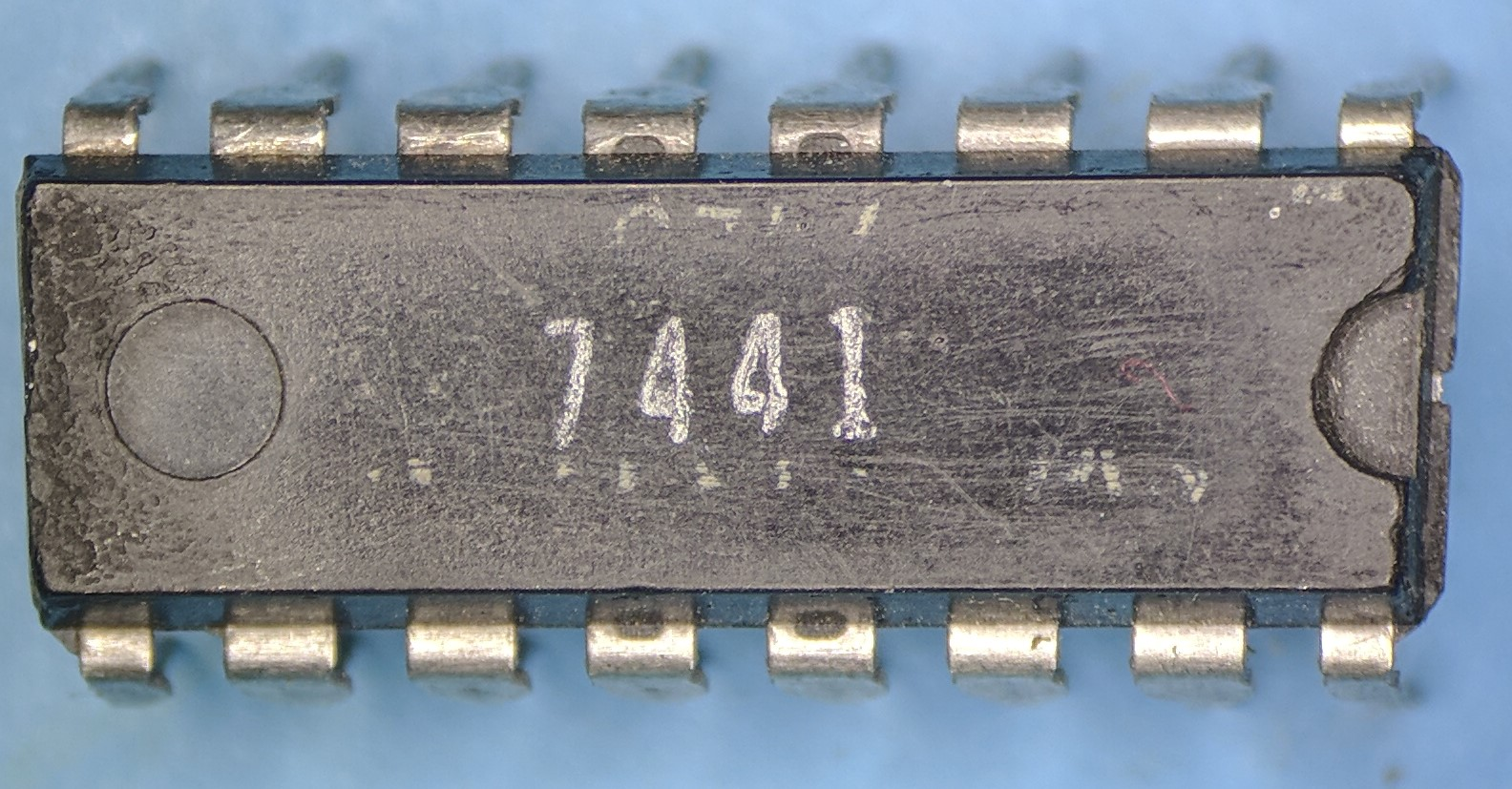
Circuito integrado 7441

Um die de circuito integrado 7441

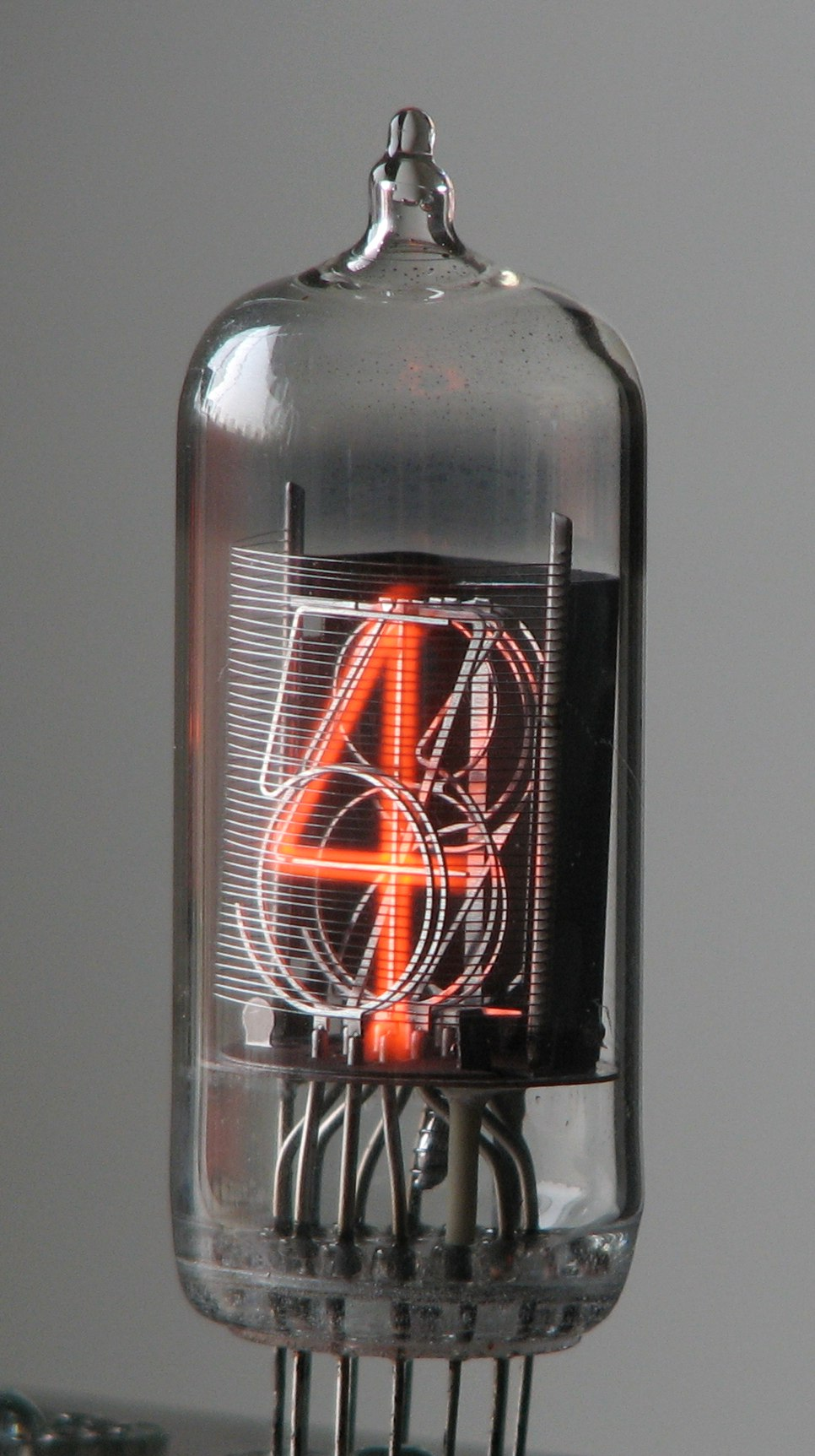
Uma válvula Nixie em funcionamento. O TTL 7441 podia ser utilizado para controlá-la.

O circuito TTL 7441 é um dispositivo TTL encapsulado em um invólucro DIP de 16 pinos que contém um decodificador BCD para decimal e driver de válvula Nixie.
O 7441, hoje obsoleto, apresentava vários problemas envolvendo a sua incapacidade em decodificar corretamente todos os sinais de entrada, resultando em saídas ilógicas. Foi rapidamente substituído pelo 74141, que possui pinagem compatível, mas teve essa falha de projeto corrigida.

## Tabela-verdade
| D (entrada) | C (entrada) | B (entrada) | A (entrada) | Y (saída) |
| ----------- | ----------- | ----------- | ----------- | --------- |
| L           | L           | L           | L           | 0         |
| L           | L           | L           | H           | 1         |
| L           | L           | H           | L           | 2         |
| L           | L           | H           | H           | 3         |
| L           | H           | L           | L           | 4         |
| L           | H           | L           | H           | 5         |
| L           | H           | H           | L           | 6         |
| L           | H           | H           | H           | 7         |
| H           | L           | L           | L           | 8         |
| H           | L           | L           | H           | 9         |
| H           | L           | H           | L           | X         |
| H           | L           | H           | H           | X         |
| H           | H           | L           | L           | X         |
| H           | H           | L           | H           | X         |
| H           | H           | H           | L           | X         |
| H           | H           | H           | H           | X         |

H (nível lógico alto)
L (nível lógico baixo)
X (nulo)